# Meego
Meego è una serie televisiva statunitense in 13 episodi trasmessi per la prima volta nel corso di una sola stagione nel 1997.

## Trama
È una serie del genere sitcom a sfondo fantascientifico incentrata sulle vicende di Meego, un alieno dell'età di 9.000 anni proveniente dal pianeta Marmazon 4.0. Dopo che la sua astronave ha un guasto, viene scoperto da tre ragazzini, Trip (Erik von Detten, in seguito interpretato da Will Estes), Maggie (Michelle Trachtenberg), e Alex Parker (Jonathan Lipnicki). Vivono con il loro padre single, il dottor Edward Parker (Ed Begley, Jr.) e fanno passare Meego come un essere umano (Meego vuole che nessuno sappia che è extraterrestre, e dice che viene dal Canada). Anche se ha intenzione di tornare a casa non appena la sua nave sarà riparata, egli instaura un rapporto d'affetto con i bambini e decide di rimanere sulla Terra per prendersi cura di loro.

## Personaggi e interpreti
- Meego (13 episodi, 1997), interpretato da Bronson Pinchot.
- dottor Edward Parker (13 episodi, 1997), interpretato da Ed Begley Jr..
- Maggie Parker (13 episodi, 1997), interpretata da Michelle Trachtenberg.
- Alex Parker (13 episodi, 1997), interpretato da Jonathan Lipnicki.
- Trip Parker (12 episodi, 1997), interpretato da Will Estes.
- Coach Morgan (2 episodi, 1997), interpretato da Michael Milhoan.
- Ethan (2 episodi, 1997), interpretato da Jake Patellis.
- Heather Thompson (2 episodi, 1997), interpretata da Paige Peterson.

## Produzione
La serie, ideata da Ross Brown, fu prodotta da  Miller/Boyett/Warren Productions e Warner Bros. Television e girata a Hollywood in California. Le musiche furono composte da Jesse Frederick e Bennett Salvay. Tra i registi della serie è accreditato Richard Correll (5 episodi, 1997).
La serie fu un completo fallimento: si posizionò al 111º posto nella classifica Nielsen con 8 milioni di spettatori per episodio. Dopo sei settimane dal primo episodio fu cancellata dalla CBS.

## Distribuzione
La serie fu trasmessa negli Stati Uniti nel 1997 sulla rete televisiva CBS. In Italia è stata trasmessa su Italia 1 con il titolo Meego.
Alcune delle uscite internazionali sono state:
- negli Stati Uniti il 1º settembre 1997 (Meego)
- in Svezia il 30 agosto 1998
- in Australia il 19 dicembre 1998
- in Austria il 7 agosto 1999
- in Argentina (Meego)
- in Francia (Meego)
- in Italia (Meego)

## Episodi
| Stagione       | Episodi | Prima TV USA |
| -------------- | ------- | ------------ |
| Prima stagione | 13      | 1997         |